# Selridge British Cemetery
Le cimetière « Selridge British Cemetery » est un des trois cimetières militaires  de la Première Guerre mondiale situés sur le territoire de la commune de Montay, Nord. Les deux autres sont Montay British Cemetery et Montay-Neuvilly Road Cemetery.

## Historique
Ce cimetière fut créé par la 33e Division. Il contenait à l'origine 60 tombes, datant des combats du 10 octobre au 1er novembre 1918, la majorité appartenait aux 6e ou 12e Lancashire Fusiliers ou aux 2e Argyll et Sutherland Highlanders. Après l'armistice, d'autres tombes ont été ajoutées.  Il y a maintenant près de 147 victimes de la guerre de 1914-1918 sur ce site dont 6 sont non identifiées.

## Caractéristique
Le cimetière britannique Selridge de Montay est situé en pleine campagne à 1 km à l'ouest du village. On y accède par un chemin vicinal. Le cimetière couvre une superficie de 565 mètres carrés et est entouré d'un mur de moellons.

## Galerie

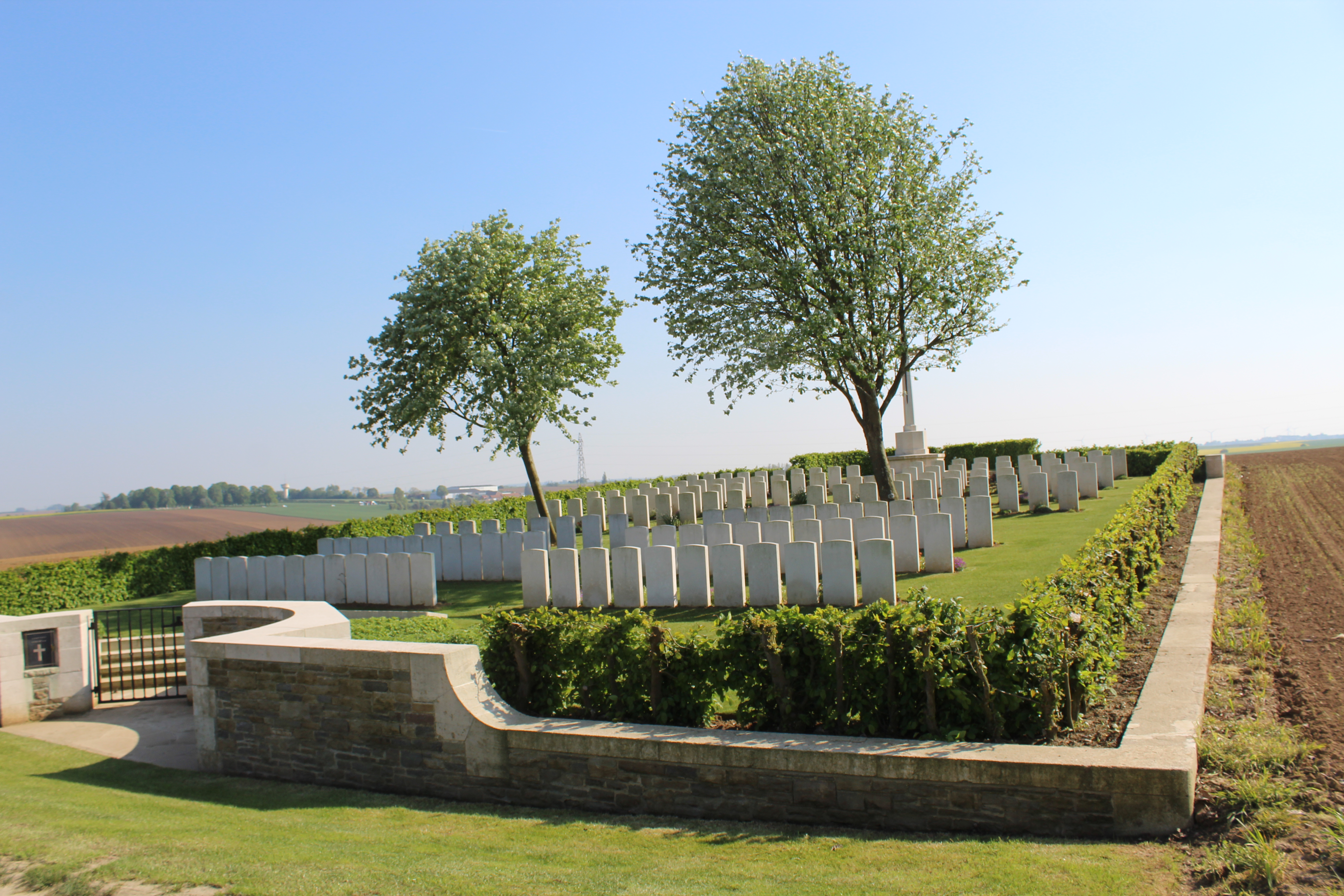
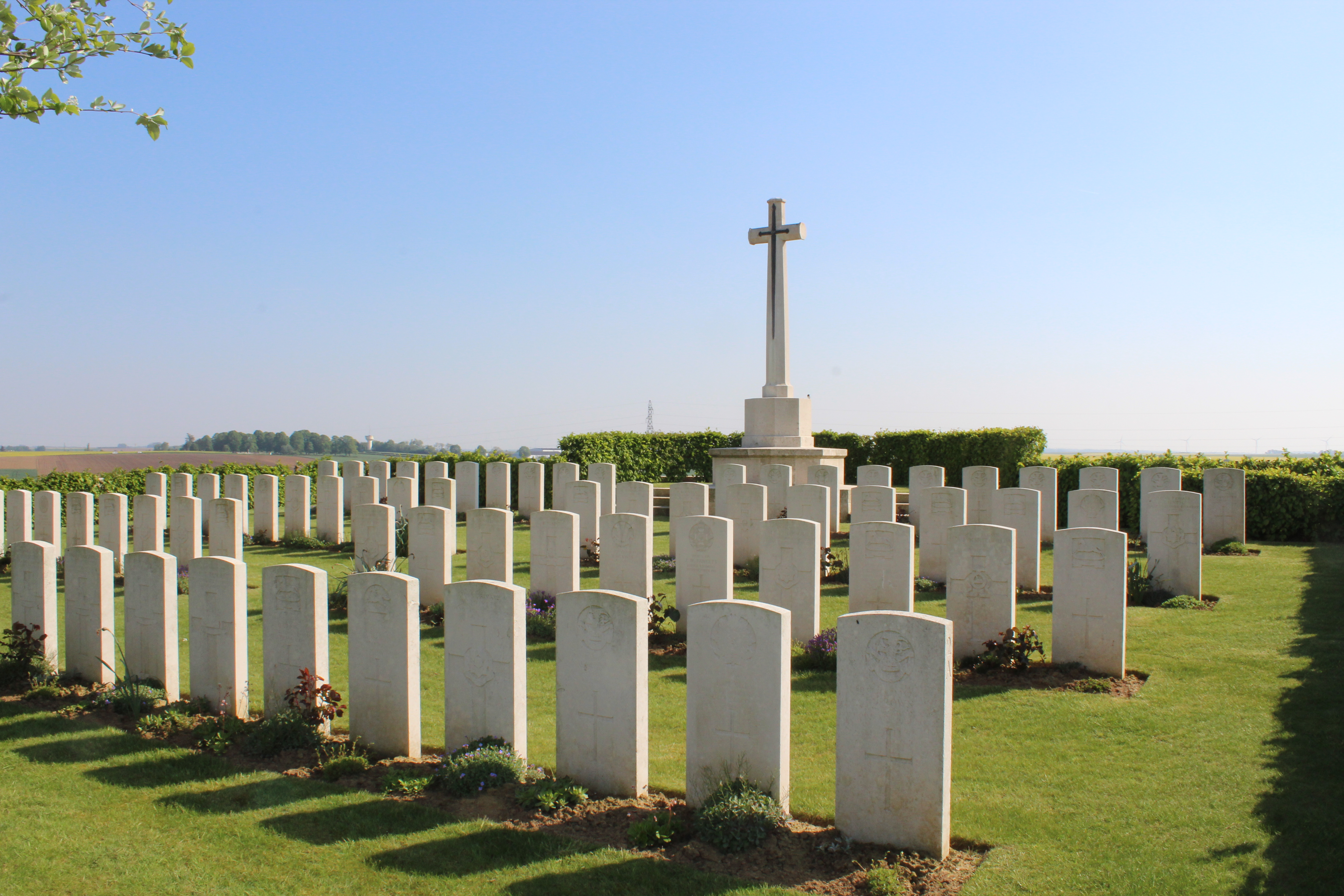
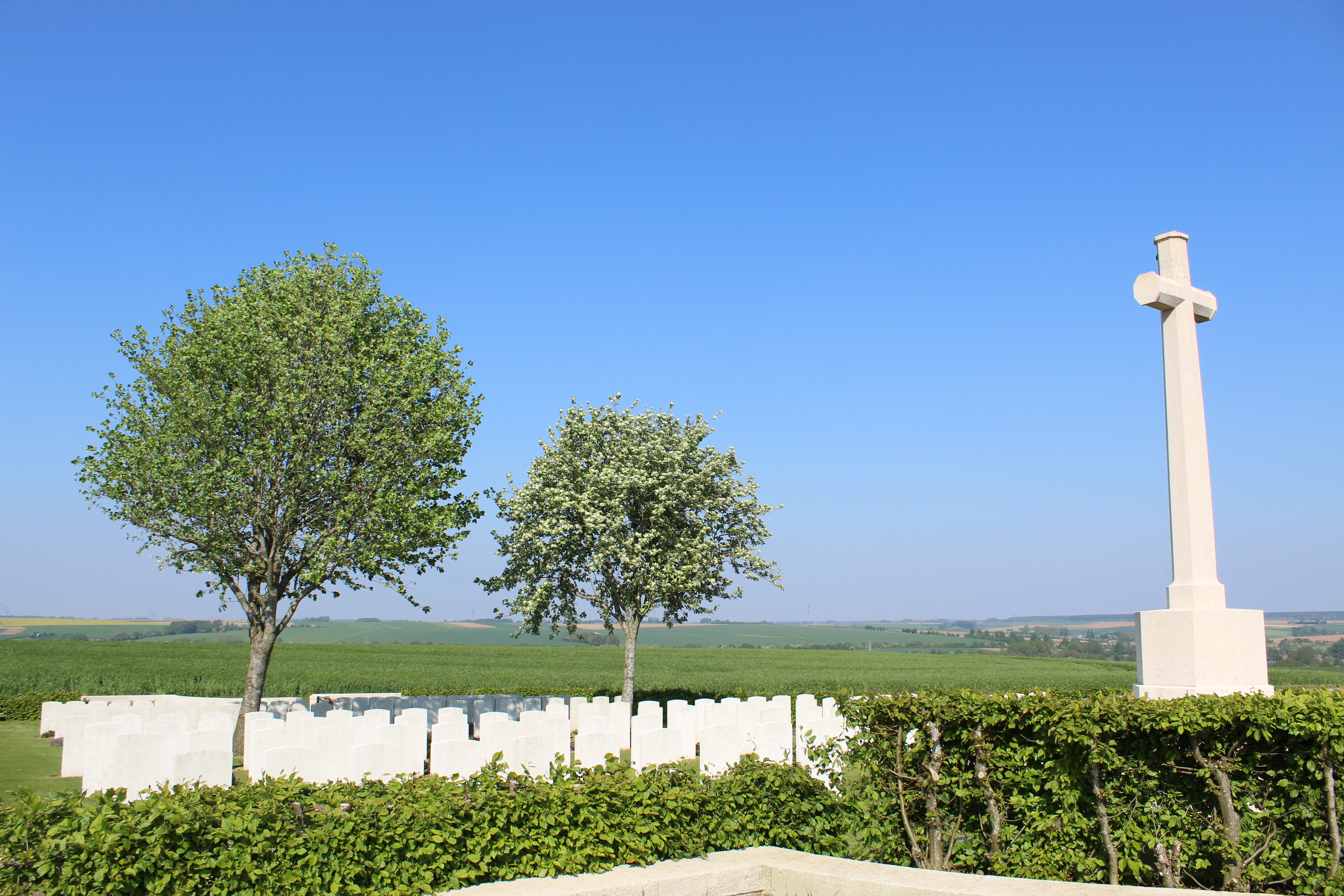

## Sépultures
| Pays        | Sépultures |
| ----------- | ---------- |
| Royaume-Uni | 147        |